# Antonio Briseño
Antonio Briseño Vázquez (Guadalajara, Jalisco, 5 de febrero de 1994) es un futbolista mexicano. Se desempeña como defensa central y su equipo actual es el Deportivo Toluca de la Primera División de México.

## Trayectoria

### Inicios y Atlas Fútbol Club
Antonio Briseño comenzó su carrera futbolística con los zorros del Atlas de Guadalajara. Briseño fue en equipos de divisiones inferiores del club Atlas por un período y finalmente hizo su avance al primer equipo después de su participación en el Mundial sub-17 de 2011.
Briseño hizo su debut profesional con el Atlas el 30 de septiembre del 2011 vs Jaguares de Chiapas en un empate 1-1. Entró como sustituto de Flavio Santos en el minuto 86' del juego.

### Tigres UANL
En 7 de junio del 2014, se hace oficial su traspaso a la Tigres de la UANL.
Fue Campeón en el Torneo Apertura 2015 con el equipo de Tigres UANL en donde vio acción en aquella dramática final contra los Pumas UNAM. Logrando su primer título en la Liga MX con pocos minutos de juego en el torneo.

### Fútbol Club Juárez
El 9 de junio del 2016 llegó a un acuerdo con la directiva de Tigres para ir prestado 6 meses y adquiriera minutos de juego para regresar a un equipo de primera división. Posteriormente se hizo oficial el préstamo al FC Juárez, equipo de la Liga de Ascenso MX y además quedó fuera de la selección que participaría en los Juegos Olímpicos de Río 2016. El motivo fue la falta de minutos que tuvo en el Club de Tigres.

### Tiburones Rojos de Veracruz
Al terminar su préstamo con el Club Juárez, regresó a los Tigres en donde no entró en los planes de Ricardo "Tuca" Ferretti por lo cual fue puesto transferibles, y se oficializa su traspaso con los Tiburones Rojos de Veracruz en calidad de préstamo por 1 año con opción a compra, en donde tuvo una buena participación de minutos, jugando la defensa central, donde le tuvo confianza Carlos Reynoso y posteriormente Juan Antonio "El Cabezón" Luna. Al término del préstamo, regresó a los Tigres equipo dueño de sus derechos federativos y estando en pláticas para nuevo préstamo con Veracruz, surgió la oferta del futbol de Portugal.

### Clube Desportivo Feirense
El 3 de julio del 2017, firmó un contrato por dos temporadas con Feirense de la Primera División de Portugal.
El 30 de septiembre de 2017, debuta en la Primeira Liga en un partido contra el Boavista F.C.. El 8 de abril de 2018, marco su primer gol en la Primeira Liga ante el Braga. 
El 23 de mayo de 2019, a pesar de que Briseño descendiera con el Feirense, fue considerado en el equipo ideal del campeonato en Portugal.

### Club Deportivo Guadalajara
El 2 de julio del 2019, regresa a México donde se hace oficial su traspaso al Club Deportivo Guadalajara, en compra definitiva convirtiéndose en el cuarto refuerzo de cara al Apertura 2019. El 16 de julio de 2019, debuta con los rojiblancos en la International Champions Cup 2019 entrando de cambio por Oswaldo Alanís al minuto 77. 
El 28 de julio de 2019, marca su primer gol con Chivas, de local ante los Tigres UANL. El 19 de diciembre de 2024, después de 5 años de haber portado la playera de Chivas, se oficializa su salida de la institución, al no entrar en planes del técnico español Óscar García Junyent.

### Deportivo Toluca Fútbol Club
El 19 de diciembre de 2024, se hace oficial su fichaje al Toluca, en calidad de traspaso definitivo, siendo el primer refuerzo de cara al Clausura 2025.

## Estadísticas

### Clubes
Actualizado al 22 de mayo de 2025.
| Club                        | Año           | Liga          | Liga     | Liga  | Copa     | Copa  | Continental | Continental | Total    | Total |
| Club                        | Año           | División      | Partidos | Goles | Partidos | Goles | Partidos    | Goles       | Partidos | Goles |
| --------------------------- | ------------- | ------------- | -------- | ----- | -------- | ----- | ----------- | ----------- | -------- | ----- |
| Atlas México                | 2011-12       | 1.ª           | 3        | 0     | 0        | 0     | 0           | 0           | 3        | 0     |
| Atlas México                | 2012-13       | 1.ª           | 3        | 0     | 4        | 0     | 0           | 0           | 7        | 0     |
| Atlas México                | 2013-14       | 1.ª           | 4        | 0     | 13       | 0     | 0           | 0           | 17       | 0     |
| Atlas México                | Total         | Total         | 10       | 0     | 17       | 0     | 0           | 0           | 27       | 0     |
| Tigres UANL México          | 2014-15       | 1.ª           | 18       | 0     | 7        | 2     | 7           | 0           | 29       | 2     |
| Tigres UANL México          | 2015-16       | 1.ª           | 19       | 0     | 0        | 0     | 3           | 1           | 14       | 2     |
| Tigres UANL México          | Total         | Total         | 38       | 0     | 7        | 2     | 10          | 1           | 43       | 4     |
| FC Juárez (Préstamo) México | 2016-17       | 2.ª           | 17       | 0     | 5        | 2     | 0           | 0           | 22       | 2     |
| FC Juárez (Préstamo) México | Total         | Total         | 17       | 0     | 5        | 2     | 0           | 0           | 22       | 2     |
| Veracruz (Préstamo) México  | 2016-17       | 1.ª           | 13       | 0     | 0        | 0     | 0           | 0           | 13       | 0     |
| Veracruz (Préstamo) México  | Total         | Total         | 13       | 0     | 0        | 0     | 0           | 0           | 13       | 0     |
| Feirense Portugal           | 2017-18       | 1.ª           | 15       | 2     | 5        | 0     | 0           | 0           | 20       | 2     |
| Feirense Portugal           | 2018-19       | 1.ª           | 34       | 2     | 6        | 1     | 0           | 0           | 40       | 3     |
| Feirense Portugal           | Total         | Total         | 49       | 4     | 11       | 1     | 0           | 0           | 60       | 5     |
| C. D. Guadalajara México    | 2019-20       | 1.ª           | 14       | 1     | 3        | 0     | 0           | 0           | 17       | 1     |
| C. D. Guadalajara México    | 2020-21       | 1.ª           | 24       | 0     | 0        | 0     | 0           | 0           | 24       | 0     |
| C. D. Guadalajara México    | 2021-22       | 1.ª           | 22       | 0     | 0        | 0     | 1           | 0           | 23       | 0     |
| C. D. Guadalajara México    | 2022-23       | 1.ª           | 15       | 0     | 0        | 0     | 2           | 1           | 17       | 1     |
| C. D. Guadalajara México    | 2023-24       | 1.ª           | 29       | 3     | 0        | 0     | 4           | 0           | 33       | 3     |
| C. D. Guadalajara México    | 2024-25       | 1.ª           | 8        | 0     | 0        | 0     | 1           | 0           | 9        | 0     |
| C. D. Guadalajara México    | Total         | Total         | 112      | 4     | 3        | 0     | 7           | 1           | 123      | 5     |
| D. Toluca México            | 2024-25       | 1.ª           | 6        | 1     | 0        | 0     | 0           | 0           | 6        | 1     |
| D. Toluca México            | Total         | Total         | 6        | 1     | 0        | 0     | 0           | 0           | 6        | 1     |
| Total carrera               | Total carrera | Total carrera | 246      | 9     | 43       | 5     | 17          | 2           | 306      | 17    |

## Selección nacional

### Sub-17
En 2011 Antonio Briseño fue elegido por el entrenador Raúl Gutiérrez para ser parte de la sub-17. Fue elegido como capitán del equipo y jugó todos los partidos. En la final frente a Uruguay Briseño anotó en el minuto 31' del juego para hacer Campeones a México. Él ayudó a México a ganar su segunda Copa del Mundo en esa categoría la primera fue en el año 2005.

### Sub-20
En 2012 Antonio Briseño fue seleccionado para representar a México en la Copa de Leche 2012 celebrada en Irlanda del Norte. El capitán del equipo para la final contra Dinamarca en el que ganaron por 3-0. En 2013 Antonio Briseño fue seleccionada de nuevo por el entrenador Sergio Almaguer para ser parte de la sub-20 que participa en el Campeonato sub-20 de 2013 celebrada en Puebla, México. Jugó todos los partidos en el torneo y fue nombrado El Jugador Más Valioso del torneo. Briseño participó en el Esperanzas de Toulon 2013, jugó 3 de cada 4 partidos en los que colocan sexto en el torneo. Antonio Briseño participó en la Mundial sub-20 de 2013 que se celebró en Turquía.

### Sub-21
En 2014 Briseño fue incluido en la lista de jugadores que representaron a la Sub-21 en el Torneo de fútbol en los Juegos Centroamericanos y del Caribe 2014.

### Participaciones en selección nacional
| Copa                                      | Categoría                           | Sede                                | Resultado                           | Partidos | Goles |
| ----------------------------------------- | ----------------------------------- | ----------------------------------- | ----------------------------------- | -------- | ----- |
| Mundial Sub-17 de 2011                    | Sub-17                              | México                              | Campeón                             | 7        | 1     |
| Mundial Sub-20 de 2013                    | Sub-20                              | Turquía                             | Octavos de final                    | 2        | 0     |
| Campeonato Sub-20 de 2013                 | Sub-20                              | México                              | Campeón                             | 4        | 2     |
| Esperanzas de Toulon 2013                 | Sub-20                              | Francia                             | Primera fase                        | 3        | 0     |
| Esperanzas de Toulon 2014                 | Sub-20                              | Francia                             | Primera fase                        | 2        | 0     |
| Juegos Centroamericamos y del Caribe 2014 | Sub-21                              | México                              | Campeón                             | 3        | 0     |
| Total parcial en selección nacional       | Total parcial en selección nacional | Total parcial en selección nacional | Total parcial en selección nacional | 21       | 3     |

## Palmarés

### Campeonatos nacionales
| Título                     | Club        | Sede   | Torneo |
| -------------------------- | ----------- | ------ | ------ |
| Primera División de México | Tigres UANL | México | 2015   |
| Primera División de México | Toluca      | México | 2025   |
| Campeón de Campeones       | Toluca      | México | 2025   |

### Campeonatos internacionales
| Título              | Equipo           | Sede   | Año  |
| ------------------- | ---------------- | ------ | ---- |
| Copa Mundial Sub-17 | Selección Sub-17 | México | 2011 |

### Distinciones individuales
| Distinción                                          | Año  |
| --------------------------------------------------- | ---- |
| Incluido en el Once Ideal de la Copa Mundial Sub-17 | 2011 |
| Jugador Más Valioso del Campeonato Sub-20           | 2013 |